# 小池玲子
小池 玲子（こいけよしこ）は、東京都出身のクリエイティブディレクター、アートディレクター。
父は日本文学者の小池藤五郎。

## 略歴
東京芸術大学美術学部工芸科VDを卒業後、1971年ジェイ・ウォルター・トンプソン・ジャパンに入社。1981年同社広告担当取締役副社長。外資系クライアントの日本市場での広告企画立案・制作、ブランディングにおいて活動する。
1993年 FCB（フット・コーン・ベルディング）制作担当副社長
1998年 パブリシスジャパン制作担当副社長
2003年 クリエイティブハウスR-3設立
デビアス社と共に『ダイヤモンドは給料の3カ月分』イメージを日本に浸透させた。また『スイート テン ダイヤモンド』等、数々のキャンペーンを成功させた。ペリエ、ヴィッテル、コントレックスでは、水を買って飲む習慣の無かった日本人の習慣造りからブランドを確立させ、ハーゲンダッツではアイスクリームの新しいポジショニング、スーパープレミアムアイスクリームのマーケットを確立させた。UBSでは、日本で認知度の皆無の所からブランドイメージ確立させた。

## 主な仕事
- デビアス『イメージキャンペーン』『エンゲージメント』『スイートテン』『ダイヤモンドコレクション』
- ユニリーバ『ラックス　スーパーリッチ』
- ハーゲンダッツ
- コダック
- エッソ石油
- ノースウエスト航空
- ワーナーランバート『リステリン』『チュピ』
- フォード
- クラフトチーズ『フィラデルフィアクリームチーズ』『クラフトチーズ』
- ウェッジウッド
- ネスレ『ペリエ』『ヴィッテル』『サンペレグリノ』
- AT&T
- SCジョンソン
- リーバイス 『ジーンズ・フォア　ウーマン』
- ロレアル　プロフェショナル 『業務用ヘアーカラー・パーマ剤』『アレキサンドラ　デ・パリス』
- ロレアル　パリ
- ロレアル ラグジュアリー プロダクト  『ランコム』『ヘレナルビンシュタイン』『ビオテーム』『シュウ　ウエムラ』
- ロレアル　プロフェショナル　プロダクト 『ケラスターゼ』『アレキサンドル デ パリス』
- サントリー 『ペリエ』『ヴィッテル』『サンペレグリノ』『コントレックス』
- ルノー
- UBS
- エアバス
- ヒューレット・パッカード
- アクサダイレクト
- マイユ
- メリアル

## 著書
- 「ある女性広告人の告白」（2007年　日経広告研究所）ISBN 978-4532640767

## 主な受賞歴
- カンヌCM フェスティバル　銅賞
- ニューヨークフィルムフェスティバル　ゴールドメダル
- ニューヨークADC賞
- ACC賞入選
- 日経広告賞、朝日広告賞、毎日広告賞

## 論文
- 国立情報学研究所収録論文 国立情報学研究所